# Premio Hugo a la mejor novela
El premio Hugo a la mejor novela (Hugo Award for Best Novel en el original en inglés) es uno de los premios Hugo que se entregan anualmente a obras literarias de los géneros de ciencia ficción o fantasía publicadas en inglés o traducidas a dicho idioma durante el año natural anterior al de la entrega del premio. Las reglas de los premios Hugo determinan que en la categoría de mejor novela compiten las obras de ficción con una longitud igual o superior a 40.000 palabras. Además existen premios Hugo para obras de ficción de menor extensión como novelas cortas, relatos y relatos cortos.
El premio Hugo a la mejor novela se entrega anualmente desde 1953, con solo dos interrupciones (1954 y 1957). Existen no obstante desde 1996 unos galardones retrospectivos conocidos popularmente como Retro Hugos en los que se entrega el premio correspondiente a 50, 75 o 100 años antes si en la convención de dicho año no hubo entrega de premios Hugo. Hasta el año 2016 se han entregado estos premios retrospectivos en cinco ocasiones a las obras que hubiera correspondido galardonar en las ceremonias de 1939, 1941, 1946, 1951 y 1954.
La selección tanto de los nominados como del ganador del premio a la mejor novela se realiza —como en el caso del resto de los premios Hugo— por votación entre los asistentes a la Worldcon (Convención Mundial de Ciencia Ficción) de dicho año. 
Las novelas nominadas son escogidas en una primera vuelta en la que todos aquellos con derecho a voto presentan su lista de nominados (sin límite respecto al número de obras que pueden nominar), y las cinco más votadas —o más en caso de empates— pasan a formar parte de la papeleta de la votación final. En esta votación final el ganador es elegido por los mismos votantes mediante un sistema de voto preferencial. El ganador del premio a la mejor novela es anunciado junto con el resto de ganadores de cada categoría en el acto de entrega de los premios Hugo que se celebra en la propia Convención.
Hasta el año 2021 un total de 70 novelas han recibido un premio Hugo en esta categoría, incluyendo tres premios Ex aequo en los años 1966, 1993 y 2010. Un total de 49 autores diferentes han recibido el premio, destacando Robert A. Heinlein con cuatro victorias, además de dos Retro Hugos en 2001 y 2018. Lois McMaster Bujold también consiguió cuatro galardones, mientras que Connie Willis, Vernor Vinge y N. K. Jemisin vencieron en tres ocasiones, esta última autora de forma consecutiva —2016, 2017 y 2018— y por tres obras de la misma serie. Otros diez autores han logrado dos Hugo a la mejor novela, entre ellos Isaac Asimov que suma además un Retro Hugo en 1996. En la situación opuesta se encuentra Robert Silverberg, que ha sido nominado en nueve ocasiones pero no ha obtenido ninguna victoria.

## Ganadores
En la siguiente tabla, los años corresponden a la fecha de la entrega del premio en la correspondiente Convención mundial de ciencia ficción, no a la fecha de publicación de la obra en cuestión (que generalmente suele ser durante el año natural anterior).
| Año           | Título                                 | Autor                      |
| ------------- | -------------------------------------- | -------------------------- |
| 1953          | El hombre demolido                     | Alfred Bester              |
| 1955          | La máquina de la eternidad             | Frank Riley y Mark Clifton |
| 1956          | Estrella doble                         | Robert A. Heinlein         |
| 1958          | El gran tiempo                         | Fritz Leiber               |
| 1959          | Un caso de conciencia                  | James Blish                |
| 1960          | Tropas del espacio                     | Robert A. Heinlein         |
| 1961          | Cántico por Leibowitz                  | Walter M. Miller           |
| 1962          | Forastero en tierra extraña            | Robert A. Heinlein         |
| 1963          | El hombre en el castillo               | Philip K. Dick             |
| 1964          | Estación de tránsito                   | Clifford D. Simak          |
| 1965          | El planeta errante                     | Fritz Leiber               |
| 1966 Ex-aequo | Dune                                   | Frank Herbert              |
| 1966 Ex-aequo | Tú, el inmortal                        | Roger Zelazny              |
| 1967          | La Luna es una cruel amante            | Robert A. Heinlein         |
| 1968          | El señor de la luz                     | Roger Zelazny              |
| 1969          | Todos sobre Zanzíbar                   | John Brunner               |
| 1970          | La mano izquierda de la oscuridad      | Ursula K. Le Guin          |
| 1971          | Mundo Anillo                           | Larry Niven                |
| 1972          | A vuestros cuerpos dispersos           | Philip José Farmer         |
| 1973          | Los propios dioses                     | Isaac Asimov               |
| 1974          | Cita con Rama                          | Arthur C. Clarke           |
| 1975          | Los desposeídos                        | Ursula K. Le Guin          |
| 1976          | La guerra interminable                 | Joe Haldeman               |
| 1977          | Donde solían cantar los dulces pájaros | Kate Wilhelm               |
| 1978          | Pórtico                                | Frederik Pohl              |
| 1979          | Serpiente del sueño                    | Vonda N. McIntyre          |
| 1980          | Las fuentes del paraíso                | Arthur C. Clarke           |
| 1981          | La reina de la nieve                   | Joan D. Vinge              |
| 1982          | La estación Downbelow                  | C. J. Cherryh              |
| 1983          | Los límites de la Fundación            | Isaac Asimov               |
| 1984          | Marea estelar                          | David Brin                 |
| 1985          | Neuromante                             | William Gibson             |
| 1986          | El juego de Ender                      | Orson Scott Card           |
| 1987          | La voz de los muertos                  | Orson Scott Card           |
| 1988          | La rebelión de los pupilos             | David Brin                 |
| 1989          | Cyteen                                 | C. J. Cherryh              |
| 1990          | Hyperion                               | Dan Simmons                |
| 1991          | El juego de los Vor                    | Lois McMaster Bujold       |
| 1992          | Barrayar                               | Lois McMaster Bujold       |
| 1993 Ex-aequo | El libro del día del Juicio Final      | Connie Willis              |
| 1993 Ex-aequo | Un fuego sobre el abismo               | Vernor Vinge               |
| 1994          | Marte verde                            | Kim Stanley Robinson       |
| 1995          | Danza de espejos                       | Lois McMaster Bujold       |
| 1996          | La era del diamante                    | Neal Stephenson            |
| 1997          | Marte azul                             | Kim Stanley Robinson       |
| 1998          | Paz interminable                       | Joe Haldeman               |
| 1999          | Por no mencionar al perro              | Connie Willis              |
| 2000          | Un abismo en el cielo                  | Vernor Vinge               |
| 2001          | Harry Potter y el cáliz de fuego       | J. K. Rowling              |
| 2002          | American Gods                          | Neil Gaiman                |
| 2003          | Homínidos                              | Robert J. Sawyer           |
| 2004          | Paladín de almas                       | Lois McMaster Bujold       |
| 2005          | Jonathan Strange y el señor Norrell    | Susanna Clarke             |
| 2006          | Spin                                   | Robert Charles Wilson      |
| 2007          | Al final del arco iris                 | Vernor Vinge               |
| 2008          | El sindicato de policía yiddish        | Michael Chabon             |
| 2009          | El libro del cementerio                | Neil Gaiman                |
| 2010 Ex-aequo | La chica mecánica                      | Paolo Bacigalupi           |
| 2010 Ex-aequo | La ciudad y la ciudad                  | China Miéville             |
| 2011          | El apagón / Cese de alerta             | Connie Willis              |
| 2012          | Entre extraños                         | Jo Walton                  |
| 2013          | Redshirts                              | John Scalzi                |
| 2014          | Justicia auxiliar                      | Ann Leckie                 |
| 2015          | El problema de los tres cuerpos        | Liu Cixin                  |
| 2016          | La quinta estación                     | N. K. Jemisin              |
| 2017          | El portal de los obeliscos             | N. K. Jemisin              |
| 2018          | El cielo de piedra                     | N. K. Jemisin              |
| 2019          | Hacia las estrellas                    | Mary Robinette Kowal       |
| 2020          | A Memory Called Empire                 | Arkady Martine             |
| 2021          | Network Effect                         | Martha Wells               |
| 2022          | A Desolation Called Peace              | Arkady Martine             |
| 2023          | Nettle & Bone                          | Ursula Vernon              |
| 2024          | Some Desperate Glory                   | Emily Tesh                 |

### Premios retrospectivos
Otorgados cincuenta años después de la publicación de las obras:
1946 (otorgado en 1996) - El Mulo (The Mule), Isaac Asimov, editado en España como parte del libro Fundación e imperio
1951 (otorgado en 2001) - El granjero de las estrellas (Farmer in the Sky), Robert A. Heinlein
1954 (otorgado en 2004) - Fahrenheit 451 (Fahrenheit 451), Ray Bradbury
Otorgados setenta y cinco años después de la publicación de las obras:
1939 (otorgado en 2014) - La espada en la piedra (The Sword in the Stone), T. H. White
1941 (otorgado en 2016) - Slan (Slan), A. E. van Vogt
1943 (otorgado en 2018) - Horizontes futuros (Beyond This Horizon), Robert A. Heinlein (bajo el seudónimo Anson MacDonald), a.k.a. Más allá del horizonte, en su primera edición en español.